# Herbert Laszlo
Herbert Laszlo (* 16. April 1940 in Wien als Herbert Otto Emanuel Laszlo von Kajászószentpéter; † 4. August 2009 ebenda) war ein österreichischer Glücksforscher, Journalist und Sportler, der den Ausdruck „Optimalbelastung“ prägte.

## Biografie
Herbert Laszlo wurde in Wien in eine Familie von Fechtmeistern geboren. Er besuchte das Schottengymnasium und schloss das Jus-Studium an der Universität Wien mit dem Doktor Juris ab.
Mütterlicherseits stammt er aus dem Adelsgeschlecht von Furtenbach.
2002 gründete er das unabhängige akademische Institut für europäische Glücksforschung, publizierte den Happiness Observer, organisierte Happiness Symposia, hielt zahlreiche Vorträge und gab Interviews und schrieb bis zu seinem Tode an einem neuen Buch.
Zu seinen Ämtern zählen: Präsident der Akademie der Fechtkunst Österreichs, Kassier der Internationalen Akademie der Fechtmeister und Vizepräsident des Österreichischen Journalisten Clubs. Des Weiteren war er Abwesenheitsminister bei den Schlaraffen sowie Mitglied von Mensa Österreich und des Presseclubs Concordia.
Seine Tochter Sonia Laszlo ist ebenso Glücksforscherin an seinem Institut.
Herbert Laszlo wurde am Hietzinger Friedhof in Wien bestattet.

## Publikationen

### Bücher
- Glück und Wirtschaft (Happiness Economics). Infothek-Verlag, Wien 2008, ISBN 978-3-902346-38-4.
- Als Herausgeber: Glück und Gewerbe. IFEG-Symposion. Infothek-Verlag, Wien 2008, ISBN 978-3-902346-37-7.
- Das große Buch vom Glücklichsein. Verlag 55Plus, Wien 2005, ISBN 978-3-902441-22-5.
- Unter dem Pseudonym Emma Will: Artgerechte Männerhaltung. Wolfgang-Hager-Verlag, Stolzalpe 2003, ISBN 978-3-902400-19-2.
- Versuch über Gefühle. Books on Demand, Wien 2000, ISBN 978-3-89811-364-9.

### Spiele
- Action Test – Kartenspiel, Piatnik, Wien 1987 (vorher: Shock, 1970)[5]
- Aktionär – Kartenspiel, Piatnik, Wien 1991 (vorher Börsenpoker)[6]

## Artikel und Interviews
- Woman July 2009 – Interview with a happiness researcher
- Lyoness Magazine
- German-World Magazine February 2009